# FC Codru Lozova
FC Codru Lozova är en fotbollsklubb i Lozova i Moldavien som grundades 2008. 

## Placering tidigare säsonger
| Säsong  | Nivå | Liga              | Placering | Referens | Notering                          |
| ------- | ---- | ----------------- | --------- | -------- | --------------------------------- |
| 2015/16 | 2    | Divizia A         | 8         | [ 1 ]    |                                   |
| 2016/17 | 2    | Divizia A         | 13        | [ 2 ]    |                                   |
| 2017    | 2    | Divizia A         | 11        | [ 3 ]    |                                   |
| 2018    | 2    | Divizia A         | 1         | [ 4 ]    | Uppflyttad till Divizia Națională |
| 2019    | 1    | Divizia Națională | 8         | [ 5 ]    |                                   |
| 2020    | 1    | Divizia Națională | 10        | [ 6 ]    |                                   |
| 2021/22 | x    | x                 | x         | [ 7 ]    |                                   |